# Myrotvorets
Myrotvorets ou Mirotvorets (en ukrainien : Миротворець, litt. « pacificateur », prononcé : [mɪrɔ'tvɔrɛt͡sʲ]), est un site Web ukrainien basé à Kiev,, qui publie une liste courante, et parfois des informations personnelles, de personnes considérées par les auteurs comme des « ennemis de l'Ukraine »,,,,,,, ou « dont les actions présentent des signes de crimes contre la sécurité nationale de l'Ukraine, la paix, la sécurité humaine et le droit international ».
Le site Web est lancé en décembre 2014 par l'homme politique et militant ukrainien Heorhiy Touka,, qui aurait des liens étroits avec le Service de sécurité d'Ukraine et le ministère de l'Intérieur. La publication d'informations personnelles sur le site est fortement critiquée par des organisations de défense des droits de l'homme, notamment du fait du danger encouru par les personnalités présentes sur la liste, plusieurs ayant été assassinées.

## Historique

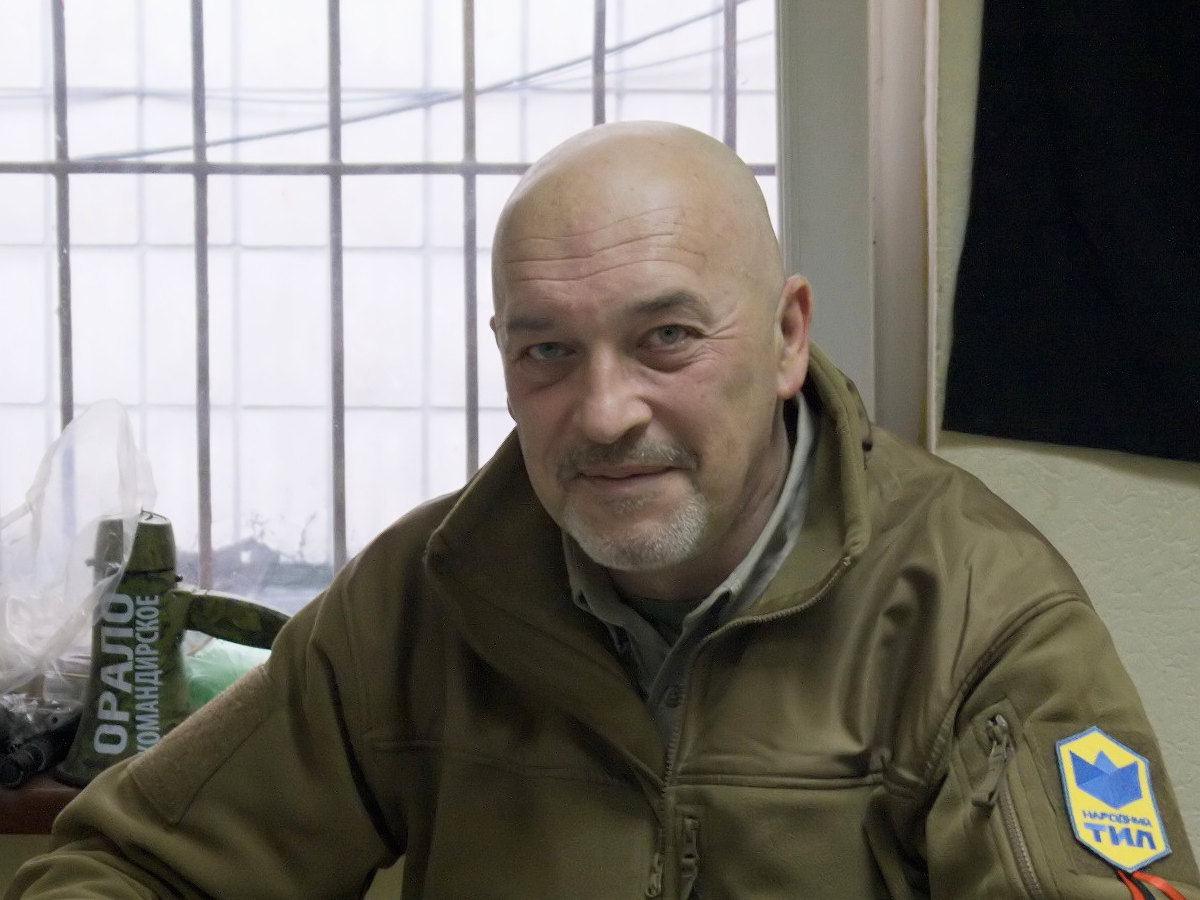
Heorhiy Touka, l'un des créateurs du site, en 2014

Le site est le produit du travail de l'ONG « Centre Myrotvorets », dirigée par une personne uniquement connue sous le pseudonyme de Roman Zaitsev, ancien employé du bureau ukrainien du service de sécurité de Louhansk. 
Myrotvorets Center commence à développer le projet à l'été 2014, pendant la guerre du Donbass après une rencontre fortuite entre Touka et Roman Zaitsev,. Le projet est lancé en décembre 2014 dans le cadre du travail du groupe de bénévoles connu sous le nom de « Narodny Tyl ». Le slogan du site Web du centre et du centre lui-même est un proverbe latin : Pro bono publico (« Pour le bien public »).
Il est mis en avant par Anton Gerachtchenko, cofondateur du site et plus tard conseiller du ministère ukrainien des Affaires intérieures. L'identité du personnel est secrète et des personnes inconnues passent au crible les informations, souvent rassemblées à partir de renseignement d'origine sources ouvertes, ainsi que les informations fournies confidentiellement par des individus ,.
Le 7 mai 2016, le site web publie les données personnelles de 4 508 journalistes et autres membres des médias du monde entier ayant couvert la guerre (ou reçu une accréditation pour la couvrir) depuis les territoires séparatistes du Donbass, et qui étaient donc considérés par le site comme des complices de terroristes,,,,,. Parmi ces données, des numéros de téléphone, des adresses électroniques et certains pays et villes de résidence de journalistes ukrainiens ou étrangers reçus de la base de données piratée du ministère de la Sécurité d'État de la république populaire de Donetsk. Les journalistes et le personnel de soutien avaient fourni ces données pour être accrédités par le régime non reconnu de Donetsk. En réponse, le Service de sécurité ukrainien publie une déclaration indiquant qu'il n'a constaté aucune violation de la loi ukrainienne par Myrotvorets. Selon Ioulia Gorbounova, chercheuse principale pour Human Rights Watch, les implications de cette liste pour la liberté de la presse sont graves, ajoutant que l'existence de la liste met des vies en danger. Le président ukrainien de l'époque, Petro Porochenko, qualifie la fuite de « grosse erreur ».
En 2016, le Daily Beast rapporte que le site Web est organisé par l'agence gouvernementale par les services de sécurité ukrainiens (SBU). En 2022, son fondateur, Heorhiy Touka, nie que le projet soit géré par le SBU ou qu'il reçoive un financement de l'État.
Bien qu'il n'ait pas de statut officiel, le site est régulièrement mis à jour pour prendre en compte les systèmes d'information gouvernementaux. Selon Touka, le site a conduit à l'arrestation de 1 000 personnes depuis son lancement, parmi lesquelles, selon lui, de nombreux collaborateurs et personnes travaillant pour le Service fédéral de sécurité de la Russie qui, autrement, ne figureraient dans aucune base de données gouvernementale.

## Activité

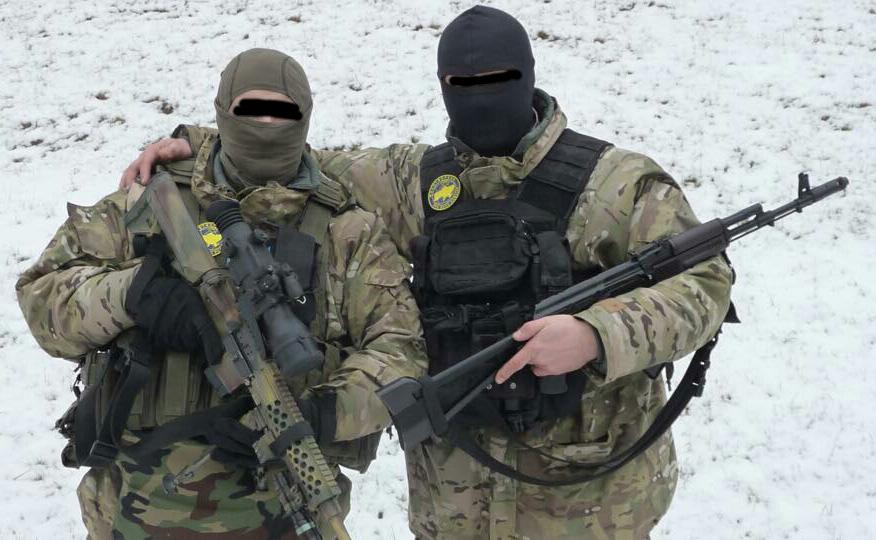
Deux membres du personnel de Myrotvorets

Le dirigeant des Myrotvorets (« gardiens de la paix ») précise que l'objectif du centre est de fournir des informations et des conseils aux autorités exécutives, pour enfin ramener la paix et l'harmonie en Ukraine. Dans son travail, le centre accorde une attention particulière aux expressions des « activités séparatisme et terroristes » sur le territoire de l'Ukraine.
Myrotvorets est également reconnu par les tribunaux ukrainiens lors de la prise de décisions, selon le groupe de défense des droits Uspishna Varta. Selon eux, les données des personnes collectées sur le site Web sont utilisées dans les décisions de justice à toutes les étapes — du début de l'enquête préliminaire à la condamnation de l'accusé — et dans de nombreuses décisions, les juges acceptent également les informations des Myrotvorets comme preuve matérielle. L'utilisation du site Web s'applique non seulement aux affaires pénales, mais également aux relations juridiques civiles et aux actes d'enquête. En 2019, les données du site ont été utilisées dans plus de 100 affaires judiciaires, selon Uspishna Varta.
En octobre 2015, Gerachtchenko déclare sur Facebook qu'une section spéciale intitulée « Les crimes de Poutine en Syrie et au Moyen-Orient », dédiée à la fourniture de données personnelles sur les forces militaires russes impliquées dans l'opération en Syrie sera ajoutée à Myrotvorets,. Les actions de Myrotvorets provoquent des réactions extrêmement vives de la part de l'administration présidentielle russe et des experts russes des affaires militaires et des opérations spéciales. Comme l'indique le site InformNapalm, un élément important de l'opération consiste à comparer les nombres de Su-24 de la base aérienne russe « Shagol » et du même type d'avions, détruits en Syrie. Quelques jours après le début de l'opération, la télévision russe commence à cacher le nombre d'avions militaires basés en Syrie dans leurs tournages vidéo[Pas dans la source]. Après la publication de l'information, la commission d'enquête de Russie lance des poursuites pénales contre Gerachtchenko pour « appels publics au terrorisme ».
En février 2016, des membres du centre participent à une opération mobile contre le transport illégal de marchandises à travers la ligne de front dans la guerre du Donbass.
Le Centre Myrotvorets fournit à plusieurs reprises des informations sur la participation de ressortissants étrangers au conflit armé, du côté des séparatistes prorusses. Début mars 2016, en raison des documents publiés par le centre, les autorités ukrainiennes engagent des poursuites pénales contre Gueorgui Bliznakov, un citoyen bulgare accusé d'avoir agi en tant que mercenaire aux côtés des troupes séparatistes. Des documents similaires sont d'ailleurs à l'étude concernant d'autres citoyens bulgares,.
Après que le site a publié les données de divers journalistes, Valeria Loutkovska, avocate ukrainienne et médiatrice d'Ukraine depuis avril 2012, demande la fermeture du site et du Centre.
Le 24 mai 2016, le Comité pour la protection des journalistes écrit une lettre ouverte au président ukrainien de l'époque, Petro Porochenko, l'exhortant à « condamner les allégations infondées et préjudiciables publiées sur Myrotvorets, et à préciser publiquement que le ministère ukrainien de l'Intérieur se consacre à la protection des journalistes et à l'arrestation des gens responsables de les avoir menacés, contrairement aux déclarations précédentes du ministre de l'Intérieur  Avakov ».
Le 2 juin 2016, les ambassadeurs du G7 à Kiev publient une déclaration commune exprimant leur profonde préoccupation concernant la divulgation des données personnelles des journalistes sur le site Web Myrotvorets et appellent l'équipe de Myrotvorets à retirer les données personnelles de l'accès public. En 2017, Myrotvorets fait l'objet d'une enquête pénale par la police nationale ukrainienne et le Haut-Commissariat des Nations Unies aux droits de l'homme (HCDH) appelle l'Ukraine à enquêter sur les opérations du site Web,.
À la suite de l'invasion russe de l'Ukraine en 2022, le site lance l'initiative « SeaKrime » pour suivre le grain volé par la Russie à l'Ukraine et revendu principalement via le port de Sébastopol. Cette initiative permet de suivre 200 000 tonnes de blé volées dans les territoires occupés par la Russie sur la période de mars à avril 2022. Sur la base des données de « SeaKrime », les enquêtes de France Info et Le Monde ont pu retracer une partie du grain volé vers la Syrie après qu'un navire a été refoulé d'Égypte,.

## Personnes incluses dans la liste
Selon le responsable du centre, 4 500 personnes se trouvaient dans la liste en octobre 2014 ; 7 500 le 16 décembre 2015 ; 9 000 en janvier 2015 ; 30 000 le 13 avril 2015. En octobre 2015, le site recense 45 000 personnes ; 57 775 au 21 mars 2016 et plus de 102 000 au 27 janvier 2017. Ce nombre atteint 187 000 le 23 août 2019. La base de données la plus complète contient l'ensemble des habitants de la Crimée[pas clair].
Myrotvorets a souvent mis des personnes sur liste noire pour des problèmes liés à la Crimée, ce qui signifie généralement qu'elles ne peuvent pas entrer en Ukraine en raison de l'utilisation du site dans les contrôles d'entrée aux frontières. Gerhard Schröder est ajouté après avoir déclaré que l'annexion de la Crimée « est une réalité qui doit un jour être reconnue ». Roger Waters est ajouté lorsqu'il déclare que la Russie a plus de droits sur la Crimée que l'Ukraine. Silvio Berlusconi, Roy Jones Jr et un certain nombre de stars de la musique pop russe sont tous ajoutés pour avoir visité la Crimée, ce que l'Ukraine considère comme un passage frontalier illégal et illégitime,.
En avril 2015, Myrotvorets publie les adresses personnelles du journaliste et écrivain ukrainien Oles Bouzina et de l'ancien parlementaire de la Rada Oleg Kalachnikov, quelques jours seulement avant leur assassinat.
Le 12 septembre 2017, Myrotvorets ajoute Ioulia Tymochenko (ancienne Premier ministre ukrainienne et chef du parti d'opposition Union panukrainienne « Patrie ») à sa base de données pour « franchissement illégal de la frontière ukrainienne », « agression au sein d'un groupe de personnes contre des garde-frontières remplissant leurs fonctions de protection de la frontière d'État de l'Ukraine », « participation aux préparatifs du franchissement illégal de la frontière ukrainienne par une personne n'ayant pas la nationalité ukrainienne » et « manipulation d'informations socialement importantes ». Le 15 avril 2018, le nom du président syrien Bachar el-Assad est ajouté au site Web.
En septembre 2018, Myrotvorets écrit sur Facebook que leur base de données comprend aussi des résidents de l'oblast de Transcarpatie qui ont illégalement obtenu la nationalité hongroise, la double nationalité n'étant pas permise en Ukraine. Après deux semaines de travail dans l'oblast de Transcarpatie, la base de données contient plus de 300 noms de fonctionnaires ukrainiens et de conseillers locaux de l'oblast qui possédaient des passeports hongrois. Le 11 octobre 2018, le ministre hongrois des Affaires étrangères, Péter Szijjártó, déclare : « C'est un mensonge de dire que l'État ukrainien n'a rien à voir avec le site Web qui répertorie les personnes suspectées d'avoir la double nationalité ukrainienne et hongroise », et affirme que le président Petro Porochenko « avait donné son consentement à la campagne de haine dans le but d'augmenter sa popularité ».
En novembre 2018, Myrotvorets ajoute Gerhard Schröder, l'ancien chancelier allemand et président du conseil de surveillance de la société russe Rosneft, à sa liste parce que des auteurs l'ont accusé de « propagande anti-ukrainienne » et de tenter de justifier « l'agression russe contre l'Ukraine ». Une porte-parole du ministère fédéral allemand des Affaires étrangères proteste contre cette inscription et demande au gouvernement ukrainien de supprimer le site Web.
Le site Internet publie également une liste de travailleurs russes impliqués dans la construction du pont de Kertch[Quand ?], un projet russe non approuvé par les autorités ukrainiennes visant à relier la péninsule de Crimée occupée à la Russie.
Après le début de l'invasion russe de l'Ukraine en 2022, Myrotvorets ajoute les noms de Viktor Orbán (le Premier ministre hongrois) et Zoran Milanović (le président croate) dans sa liste des « ennemis de l'Ukraine », tous deux ayant exprimé leur opposition vis-à-vis du soutien à l'Ukraine. Le 27 mai 2022, Myrotvorets inscrit sur sa liste l'ancien secrétaire d'État américain Henry Kissinger après que Kissinger, s'exprimant lors du Forum économique mondial de Davos, a suggéré qu'une opposition totale à la Russie menaçait la stabilité en Europe. Le site accuse Kissinger de diffuser de la « propagande russo-fasciste » et d'agir en tant que « complice des crimes des autorités russes contre l'Ukraine et ses citoyens ». En 2022, le site ajoute également à sa liste Oleksiy Arestovytch, ancien conseiller du chef de cabinet du président ukrainien,.
Alexandre Douguine, propagandiste et idéologue proche du Kremlin et sa fille, Daria Douguina, assassinée dans un attentat en Russie en 2022, sont aussi listés sur Myrotvorets. La chanteuse israélienne Eden Golan, qui participe à l'Eurovision 2024, y est aussi recensée pour une performance musicale en Crimée occupée par la Russie.